# Abdallah Isaaq Deerow
Abdallah Isaaq Deerow (* 1950 in Elgaras; † 28. Juli 2006 in Baidoa) war ein somalischer Politiker. Er war bis zu seinem gewaltsamen Tod Verfassungsminister der Übergangsregierung seines Landes.
Kurz vor seinem Tod setzte sich Deerow für ein Misstrauensvotum gegen Ministerpräsident Ali Mohammed Ghedi ein. 18 Minister waren am Tag vor Deerows Tod aus Protest zurückgetreten, weil es der Übergangsregierung nicht gelungen sei, Somalia Frieden und Stabilität zu bringen.
Am 28. Juli fiel Deerow nach dem Freitagsgebet vor einer Moschee in Baidoa einem Attentat zum Opfer. In der Folge kam es zu Unruhen in der ohnehin aufgeheizten Situation des Landes.